# Лист отбрулен
„Лист отбрулен“ е български телевизионен филм (психологическа драма) от 2002 година, по сценарий и режисура на Светослав Овчаров. Оператор е Огнян Калайджиев. Музиката във филма е композирана от Божидар Петков..

## Актьорски състав
| Изпълнител          | Роля                                         |
| ------------------- | -------------------------------------------- |
| Весела Казакова     | нямата Веса, 16 годишна с прякор „Лудата“    |
| Иван Бърнев         | Илми, слабоумния племенник на врачката       |
| Мария Каварджикова  | майката на Веса                              |
| Иван Савов          | Благо, бащата на Веса                        |
| Меглена Караламбова | баба Величка, бабата на Веса                 |
| Александър Дойнов   | Андрея, фелдшерът                            |
| Цветана Манева      | леля Гичка                                   |
| Стефан Мавродиев    | бай Жеко циганина                            |
| Васил Михайлов      | Идриз, приятел на Илми, ерген и шегаджия     |
| Марияна Крумова     | леля Хатидже, врачката-туркиня, леля на Илми |
| Емилия Радева       | леля Линка, бабата на Веса                   |
| Йордан Биков        | попът, вуйчото на Веса                       |
| Калина Маринова     | актрисата                                    |
| Николай Бояджиев    | актьорът                                     |
| Ивайло Христов      | Веската                                      |
| Стефка Иванова      | леля Мария                                   |
| Дафина Кацарска     | кметицата                                    |
| Петър Кръстев       | селянин                                      |
| Катя Райкова        | превенчанка                                  |
| Деница Даверова     | превенчанка                                  |
| Иван Митов          | Кемала                                       |
| Елена Пеева         | дъщерята на Кемала                           |
| Недялко Делчев      | син на бай Жеко                              |
| Радослав Блажев     | бензинджия                                   |
| Христо Куцев        | брат на леля Гичка                           |
| Людмил Лозев        | брат на леля Гичка                           |
| Христо Илиев        | земемер                                      |
| Георги Кокаланов    | старшина                                     |
| Крикор Хугасян      | гражданин                                    |